# محمد صبحي (رباع)
محمد صبحي الفت (مواليد 25 يونيو 1979)، هو رباع بارالمبي مصري، يتنافس في وزن أقل من 80 كجم. شارك محمد في أربع دورات من الألعاب البارالمبية الصيفية. وفاز بالميدالية الفضية في وزن أقل من 75 كجم في الألعاب البارالمبية الصيفية 2012 بلندن، والميدالية البرونزية في وزن أقل من 80 كجم في الألعاب البارالمبية الصيفية 2020 بطوكيو بعدما رفع وزن 212 كجم.

## التاريخ الشخصي
ولد الفت في مصر عام 1979. تلقى تعليمه في جامعة المنوفية في محافظة المنوفية. هو متزوج ولديه طفل واحد. 